# Rose of the Golden West
Rose of the Golden West is een Amerikaanse dramafilm uit 1927 onder regie van George Fitzmaurice. Destijds werd de film in Nederland uitgebracht onder de titel De held van het gouden westen.

## Verhaal
In 1846 werken patriotten uit Californië samen om de plannen te verijdelen van generaal Vallero. Hij wil hun land verkopen aan Rusland. De jonge Juan wordt uitgekozen om het complot te ontmantelen. Hij kan daarom niet vluchten met Elena, die in het klooster een nonnenopleiding krijgt. Generaal Vallero, die Elena's echte vader is, neemt haar mee naar Monterey. Onderweg kan Juan de gedeserteerde manschappen van de generaal stoppen. Daardoor wint hij diens sympathie. De beide mannen weten niets af van elkaars plannen.

## Rolverdeling
| Acteur                 | Personage         |
| ---------------------- | ----------------- |
| Mary Astor             | Elena             |
| Gilbert Roland         | Juan              |
| Gustav von Seyffertitz | Gómez             |
| Montagu Love           | Generaal Vallero  |
| Flora Finch            | Mevrouw Comba     |
| Harvey Clark           | Thomas Larkin     |
| Roel Muriel            | Moeder-overste    |
| André Cheron           | Russische prins   |
| Romaine Fielding       | Secretaris        |
| Thur Fairfax           | Ziekenbroeder     |
| William Conklin        | Commandant Sloat  |
| Christina Montt        | Juffrouw González |